# Karakorum
 For bjergkæden af næsten samme navn, se Karakoram.
Karakorum (eller Qaraqorum, K'a-la-k'un-lun, Khara-khorin, Kharakhorum, Khara Khorum på klassisk mongolsk) var tidligere et gammelt palads som også fungerede som hovedstad for Det mongolske rige for en periode på omkring tredive år i 1200-tallet. Ruinerne af paladset ligger i det nordøstlige hjørne af provinsen Övörhangay i Mongoliet, sydvest for den moderne hovedstad Ulaanbaatar, og tæt ved byen Harhorin og Erdene Zuu-klostret.
Arkæologiske fund har vist at bebyggelsens økonomisk var baseret på udvinding af metal ved Orhonfloden. Fund på stedet omfattede pilespidser, jerngryder, hjulaksler, rester efter produktionen af keramiske fliser og skulpturer, glas- og bearbejdning af uld, samt silke og mønter fra Kina . Selve paladsets tag var dækket af grønne teglsten, og alle tag var sandsynligvis rigt ornamenterede. Det er også blevet gjort fund af husgeråd og af porcelæn- , bronze-, sølv- og gulddekorationer. 
Området omkring Karakorum har været landbrugsland og var en gang rigt på mineraler som kunne udvindes ved minedrift. Det er gjort fund viser at stedet måske var beboet allerede i 700-tallet.